# (9950) ESA
(9950) ESA es un asteroide excéntrico y un objeto próximo a la Tierra alargado del grupo Amor, de aproximadamente 1,7 kilómetros de diámetro. Fue descubierto el 8 de noviembre de 1990, por el astrónomo francés Christian Pollas en el Centro de Investigaciones en Geodinámica y Astrometría (CERGA) en Caussols en el sudeste de Francia. Fue nombrado así en honor a la Agencia Espacial Europea (ESA).

## Órbita y clasificación

Órbita de ESA (azul), los planetas interiores y Júpiter (más externo)

ESA es un asteroide Amor, un subgrupo de asteroides cercanos a la Tierra que se acercan a la órbita de la Tierra desde fuera, pero no lo cruzan. Orbita al Sol a una distancia de 1,1-3,7 UA una vez cada 3 años y 10 meses (1.390 días). Su órbita tiene una excentricidad de 0,53 y una inclinación de 15° con respecto a la eclíptica. El arco de observación del cuerpo comienza con su observación oficial de descubrimiento en Caussols en noviembre de 1990.

### Acercamientos
ESA tiene una distancia mínima de intersección orbital con la Tierra de 0,2806 unidades astronómicas (41 977 198,8 km), que corresponde a 109.3 distancias lunares. Se acercó a la Tierra a 0.393 UA el 18 de octubre de 1990, tres semanas antes de su descubrimiento, y realizó dos acercamientos más en agosto y septiembre de 2013, respectivamente. Su próximo encuentro cercano con la Tierra será en octubre de 2032, a una distancia de 0,3043 unidades astronómicas (45 522 671,4 km).
Este asteroide excéntrico también es un asteroide que cruza la órbita de Marte. En marzo de 1987, se acercó al Planeta Rojo a 0,0990 unidades astronómicas (14 810 202 km).

## Características físicas
ESA es un supuesto asteroide de tipo S, de composición rocosa.

### Periodo de rotación
En 2013, se obtuvieron tres curvas de luz rotacionales de ESA a partir de observaciones fotométricas realizadas por el EURONEAR Lightcurve Survey y por los astrónomos estadounidenses Brian Warner y Robert Stephens en el Centro de Estudios del Sistema Solar. El análisis de curva de luz dio un período de rotación entre 6.707 y 6.712 horas con una variación de magnitud de brillo de 0,44 a 0,89. Una amplitud de alto brillo típicamente indica que la forma del cuerpo es irregular y alargada, en lugar de esférica.

### Diámetro y albedo
A principios de la década de 1990, David Tholen, del Instituto de Astronomía de la Universidad de Hawái, calculó un diámetro de 3 kilómetros para ESA. El Asteroid Collaborative Lightcurve Link estima un albedo estándar para los asteroides rocosos de 0,20 y calcula un diámetro de 1,71 kilómetros basado en una magnitud absoluta de 16,2.

## Nombre
Este planeta menor fue nombrado así en honor de la Agencia Espacial Europea (ESA), que se formó en 1974. El nombre fue sugerido por el astrónomo francés Jean Louis Heudier, después de que se nombrase el asteroide (4602) Heudier. La cita oficial del nombre fue publicada por el Minor Planet Center el 15 de diciembre de 2005 (M.P.C. 55720).